# Sepp Weiß
Sepp Weiss (Freising, 13 de março de 1952) é um ex-futebolista alemão que jogou pelo Bayern de Munique e era parte do elenco do título da Liga dos Campeões da UEFA de 1975.
Weiss jogou 37 jogos no Campeonato Alemão pelo Bayern de Munique antes de se transferir para o Würzburger FV e depois para o SpVgg Bayreuth , onde ele teria 104 jogos válidos pela   2. Bundesliga.

## Títulos

### Bayern de Munique
- Liga dos Campeões da UEFA: 1974, 1975
- Copa Intercontinental: 1976